# شارمین مجتهدزاده
شارمین مجتهدزاده (Sharmin Mojtahedzadeh) یک کارگردان و تهیه‌کننده فیلم ایرانی است. او در تهران به دنیا آمده است. او کار خود را به عنوان فیلم‌ساز از سال ۲۰۱۲ آغاز کرده و آثارش عمدتاً بر جنبه‌های انسانی، حقوق بشر و مسائل زنان تمرکز دارد که به ندرت روایت شده‌اند.
عشق فوتبال آخرین ساخته مشترک شارمین مجتهدزاده و پالیز خوشدل به موضوع تبعیض جنسیتی و حقوق زنان در ایران می‌پردازد و داستان زهرا، دختر ۲۷ ساله‌ای را روایت می‌کند که برای ورود به استادیوم و تماشای بازی فوتبال، خود را گریم کرده و به شکل مردان درمی‌آورد. در اکتبر ۲۰۲۲، شارمین مجتهدزاده جایزه بهترین مستند را از جشنواره بین‌المللی فیلم بوسان (کره جنوبی) برای کارگردانی و تهیه‌کنندگی مشترک فیلم مستند بلند «عشق فوتبال» به همراه پالیز خوشدل دریافت کرد.
| عنوان                | زمان     | قالب | سال  |
| -------------------- | -------- | ---- | ---- |
| زندگی در جنگ         | ۱۰ دقیقه | HD   | ۲۰۱۳ |
| هدیه ای به نام زندگی | ۱۷ دقیقه | HD   | ۲۰۱۳ |
| برافراشتن بادبان     | ۷ دقیقه  | HD   | ۲۰۱۶ |
| بادگیرهای تهران      | ۴۰ دقیقه | HD   | ۲۰۱۷ |
| عشق فوتبال           | ۸۵ دقیقه | 4k   | ۲۰۲۲ |

فیلم‌شناسی
به عنوان کارگردان
- زندگی در جنگ (۲۰۱۳)
- هدیه ای به نام زندگی (۲۰۱۳)
- برافراشتن بادبان (۲۰۱۶)
- بادگیرهای تهران (۱۳۹۶)
- عشق فوتبال (۲۰۲۲)

به عنوان تهیه‌کننده
- زندگی در جنگ (مستند-چند رسانه ای ۲۰۱۳)
- هدیه ای به نام زندگی (مستند ۲۰۱۳)[۵]
- برافراشتن بادبان (تجربی ۲۰۱۶)[۶]
- بادگیرهای تهران (مستند ۱۳۹۶)
- عشق فوتبال (مستند ۲۰۲۲)[۷]

جوایز ملی
- (هدیه ای به نام زندگی) برنده جایزه بهترین فیلم مستند از جشنواره فیلم سلامت ۱۳۹۴[۸]

## جوایز بین‌المللی و نمایش
(عشق فوتبال) برنده بهترین فیلم مستند از جشنواره بین‌المللی فیلم بوسان کره جنوبی در اکتبر ۲۰۲۲.
- (عشق فوتبال) برنده جایزه بهترین فیلم مستند از جشنواره بین‌المللی سینمای مستقل مادرید (FICIMAD) در سال ۲۰۲۴، اسپانیا[۱۴]
- (عشق فوتبال) برنده جایزه بهترین فیلم مستند در بخش ورزشی جشنواره جهانی سینما (Cinema of The World Film Festival)، هند، ۲۰۲۳.
- (عشق فوتبال) در جشنواره بین‌المللی Northern Character، روسیه، ۲۰۲۴، The Football Aficionado موفق به دریافت دیپلم افتخار برای «شخصیت قوی و عشق به فوتبال» شد.
- (عشق فوتبال) ر سال ۲۰۲۳ به بخش رسمی جشنواره بین‌المللی فیلم مستند Flahertiana در پرم، روسیه راه یافت.[۱۵]
- (عشق فوتبال) نمایش فیلم در جشنواره بین‌المللی فیلم مستند و کوتاه کرالا، هند، ۲۰۲۳[۱۶]
- (عشق فوتبال) نمایش فیلم در جشنواره سینمای حقوق بشر ناپل (Festival del Cinema dei Diritti Umani di Napoli)، ایتالیا، ۲۰۲۳.
- (عشق فوتبال) نمایش فیلم در رویداد سینمایی «سینما(ها) ی ایران» ۲۰۲۳ (Cinéma(s) d’Iran).
- انتخاب رسمی در جشنواره بین‌المللی فیلم مستند فلاهرتیانا، پرم، روسیه 2023[۱۷]
- شرکت در جشنواره فیلم Action on Film (AOF)، کالیفرنیا، ایالات متحده، ۲۰۱۶ و ۲۰۱۷
- شرکت دردر جشنواره فیلم هنرهای مرزی فمینیستی، نیومکزیکو، ۲۰۱۷
- جشنواره فیلم کوتاه اینسایت، کرالا، هند، ۲۰۱۷
- شرکت در در جشنواره بین‌المللی فیلم کوتاه و مستند کرالا، کرالا، هند، 2023[۱۸]
- نمایش فیلم در سینما (های) ایران 2023[۱۹]
- نمایش فیلم در جشنواره فیلمسازان زن مستقل ایران (IFIF)، سوئیس، 2014[۲۰]
- نمایش فیلم در جشنواره بین‌المللی هنر تجربی ونیز، ونیز، ایتالیا، ۲۰۱۷
- نمایش فیلم در BODYSPACES | جشنواره هنر HUMANS+HYBRIDSA، رم، ایتالیا، 2017[۲۱]